# Stellaria cilicica
Stellaria cilicica är en nejlikväxtart som beskrevs av Pierre Edmond Boissier och Bal. Stellaria cilicica ingår i släktet stjärnblommor, och familjen nejlikväxter. Inga underarter finns listade i Catalogue of Life.